# Xyloplax janetae
Xyloplax janetae is een zeester uit  de  soortenarme groep  van   de  zeemadeliefjes  (Concentricycloidea).
De beschrijving en de wetenschappelijke naam van de soort werden in 2006 gepubliceerd door Christopher Mah. Ruim honderd exemplaren van deze soort werden met de DSV Alvin, een klein vaartuig voor diepzeeonderzoek, in 2004 verzameld van stukken hout die twee jaar eerder door het Monterey Bay Aquarium Research Institute waren achtergelaten op een diepte van 2675 meter in het noordoosten van de Grote Oceaan. De soort is vernoemd naar Janet Voight, die de eerste beschrijving van de verzamelde exemplaren gaf.